# Religioni in Ruanda
Il cristianesimo è la religione più diffusa in Ruanda. Secondo i dati del censimento del 2012 (l'ultimo effettuato), i cristiani rappresentano circa il 94% della popolazione; il 2,0% della popolazione segue l'islam, il 2,5% non segue alcuna religione e la restante parte della popolazione segue altre religioni. Stime dell'Association of Religion Data Archives (ARDA) riferite al 2015 danno i cristiani al 90% circa della popolazione e i musulmani al 4,5% circa; il 2,5% circa della popolazione seguirebbe le religioni africane tradizionali e la restante parte della popolazione seguirebbe altre religioni o non seguirebbe alcuna religione. La costituzione riconosce la libertà religiosa; i diritti religiosi possono essere limitati solo per salvaguardare l'ordine pubblico e la sicurezza sociale. Le organizzazioni religiose devono registrarsi. Nelle scuole pubbliche è previsto l'insegnamento della religione nella scuola primaria e nei primi tre anni della scuola secondaria. Le organizzazioni religiose non possono creare partiti politici.

## Religioni presenti

### Cristianesimo
Secondo i dati del censimento del 2012, la maggioranza dei cristiani ruandesi sono  protestanti (circa il 49,5% della popolazione); i cattolici sono il 43,5% circa della popolazione, mentre i cristiani di altre denominazioni sono l'1% circa della popolazione.
Il maggior gruppo protestante presente in Ruanda è costituito dagli anglicani, riuniti nella Chiesa anglicana del Ruanda, che conta 1.000.000 di membri e rappresenta il 12% della popolazione; seguono gli avventisti del settimo giorno, che rappresentano l'11,8% della popolazione. Sono inoltre presenti i battisti, i presbiteriani, i metodisti, i luterani e diverse chiese pentecostali ed evangelicali.
La Chiesa cattolica è presente in Ruanda con 1 sede metropolitana e 8 diocesi suffraganee. 
La Chiesa ortodossa è presente in Ruanda con la Metropolia del Ruanda e Burundi, che dipende dal Patriarcato greco-ortodosso di Alessandria. 
Fra i cristiani di altre denominazioni, il gruppo maggiore è costituito dai Testimoni di Geova, che rappresentano circa lo 0,7% della popolazione; è inoltre presente la Chiesa di Gesù Cristo dei Santi degli Ultimi Giorni (i Mormoni).

### Islam
I musulmani ruandesi sono quasi tutti sunniti, con un piccolo numero di sciiti. 

### Religioni africane
Benché la religione tradizionale risulti ufficialmente seguita da una percentuale esigua della popolazione, si ritiene che molti ruandesi seguano alcune pratiche e credenze animiste della religione tradizionale contemporaneamente al cristianesimo. La religione tradizionale del Ruanda consiste nella venerazione di un Dio supremo chiamato Imana e di due divinità intermedie chiamate Ryangombe e Nyambingi, che possono intercedere presso il Dio supremo; Ryangombe è venerato nel sud del Paese, Nyambingi nel nord. Molto importante è la venerazione degli spiriti degli antenati, che possono proteggere e aiutare i membri della famiglia se vengono onorati con l'offerta di sacrifici.

### Altre religioni
In Ruanda sono presenti piccoli gruppi di bahai, ebrei, induisti e buddhisti.